# Сири-Сальсонь
Сири́-Сальсо́нь (фр. Ciry-Salsogne) — коммуна во Франции, находится в регионе Пикардия. Департамент коммуны — Эна. Входит в состав кантона Фер-ан-Тарденуа. Округ коммуны — Суасон.
Код INSEE коммуны — 02195.

## Население
Население коммуны на 2010 год составляло 842 человека.
| 1962 | 1968 | 1975 | 1982 | 1990 | 1999 | 2010 |
| ---- | ---- | ---- | ---- | ---- | ---- | ---- |
| 508  | 464  | 483  | 535  | 629  | 649  | 842  |

## Экономика
В 2010 году среди 563 человек трудоспособного возраста (15—64 лет) 413 были экономически активными, 150 — неактивными (показатель активности — 73,4 %, в 1999 году было 66,9 %). Из 413 активных жителей работали 377 человек (204 мужчины и 173 женщины), безработных было 36 (16 мужчин и 20 женщин). Среди 150 неактивных 49 человек были учениками или студентами, 49 — пенсионерами, 52 были неактивными по другим причинам.